# Кировское сельское поселение (Светлоярский район)
Ки́ровское се́льское поселе́ние — муниципальное образование в Светлоярском районе Волгоградской области Российской Федерации.
Административный центр — посёлок Кирова.

## Население
| 2010  | 2012  | 2013  | 2014  | 2015  | 2016  | 2017  |
| ----- | ----- | ----- | ----- | ----- | ----- | ----- |
| 5128  | ↗5243 | ↗5422 | ↗5531 | ↘5524 | ↘5501 | ↘5458 |
| 2018  | 2019  | 2020  | 2021  |       |       |       |
| ↗5491 | ↗5632 | ↗5798 | ↗5973 |       |       |       |

## Состав сельского поселения
| № | Населённый пункт | Тип населённого пункта          | Население |
| - | ---------------- | ------------------------------- | --------- |
| 1 | Ивановка         | село                            | 998       |
| 2 | Инга             | железнодорожный разъезд         | 0         |
| 3 | Кирова           | посёлок, административный центр | 2616      |
| 4 | Чапурники        | железнодорожная станция         | 1514      |

## Местное самоуправление
Глава сельского поселения
- Николай Анатольевич Томбулов
- с 9.04.2023 года - Сергей Николаевич Тетерятников[12]